# L’Habit
L’Habit ist eine französische Gemeinde mit 486 Einwohnern (Stand: 1. Januar 2022) im Département Eure in der Region Normandie. Sie gehört zum Arrondissement Évreux und zum Kanton Saint-André-de-l’Eure. Die Einwohner werden L’Habitais und L’Habitaises genannt.

## Geografie
L’Habit liegt etwa 22 Kilometer südsüdöstlich von Évreux. Umgeben wird L’Habit von den Nachbargemeinden Champigny-la-Futelaye im Norden und Westen, Mouettes im Norden und Osten, Croth im Süden und Südosten sowie Bois-le-Roi im Westen und Nordwesten.

## Einwohner
| Jahr      | 1962 | 1968 | 1975 | 1982 | 1990 | 1999 | 2006 | 2013 | 2020 |
| --------- | ---- | ---- | ---- | ---- | ---- | ---- | ---- | ---- | ---- |
| Einwohner | 165  | 144  | 203  | 295  | 364  | 404  | 483  | 524  | 502  |